# Ram Bergman
Ram Bergman is een Israëlisch filmproducent en eigenaar van productiemaatschappij Ram Bergman Productions. Zijn bekendste films zijn Brick, Looper en Star Wars: Episode VIII: The Last Jedi. 

## Filmografie (selectie)
| Jaar | Productie                              | Functie              |
| ---- | -------------------------------------- | -------------------- |
| 1994 | Rave Review                            | Producent            |
| 2000 | Dancing at the Blue Iguana             | Producent            |
| 2001 | Kill me later                          | Producent            |
| 2005 | Brick                                  | Producent            |
| 2005 | Conversations with Other Women         | Producent            |
| 2006 | Relative Strangers                     | Producent            |
| 2007 | Under the Same Moon                    | Uitvoerend producent |
| 2010 | The Chameleon                          | Producent            |
| 2011 | A Good Old Fashioned Orgy              | Uitvoerend producent |
| 2012 | Looper                                 | Producent            |
| 2013 | Don Jon                                | Producent            |
| 2015 | Self/less                              | Producent            |
| 2017 | Star Wars: Episode VIII: The Last Jedi | Producent            |
| 2022 | Glass Onion: A Knives Out Mystery      | Producent            |